# Jonathan Rousselle
Pour les articles homonymes, voir Rousselle.
Jonathan Rousselle, né le 7 février 1990 à Seclin, est un joueur professionnel français de basket-ball. Il joue au poste de meneur.

## Biographie
À l'issue de la saison 2012-2013 de Pro B, Jonathan Rousselle arrive second au vote pour le titre de MVP français et de meilleure progression du championnat de Pro B, à chaque fois derrière son coéquipier Mouhammadou Jaiteh. Il est considéré comme l'un des plus grands joueurs du SOM Boulonnais à la suite de la saison 2012-2013.
Pour la saison 2013-2014, il retourne à Gravelines-Dunkerque.
À la fin de la saison, encore sous contrat avec Gravelines-Dunkerque, il intéresse Le Havre mais s'engage avec Cholet.
Après 4 saisons à Cholet Basket, il annonce son départ du club à la fin de la saison 2017-2018, et ce juste après l'ultime match remporté sur son tir au buzzer face au Mans Sarthe Basket. Il part pour un autre club de Pro A, le Limoges CSP où il retrouve son ancien coéquipier, Mouhammadou Jaiteh.
Le 30 juillet 2019, il s'engage avec le club espagnol de Bilbao.

## Équipe de France
Le 6 mai 2014, Jonathan Rousselle fait partie de la liste des seize joueurs pré-sélectionnés pour l'équipe de France A' pour effectuer une tournée en Chine et en Italie durant le mois de juin.

## Palmarès

### En club
- Vainqueur de la Semaine des As : 2011

### En sélection nationale
- Champion d'Europe des 20 ans et moins : 2010